# Roman Schöni
Roman Schöni (* 12. Juli 1990) ist ein ehemaliger Schweizer Unihockeyspieler, welcher beim Nationalliga-A-Verein Ad Astra Sarnen als Stürmer und zum Ende seiner Karriere als Verteidiger unter Vertrag stand.

## Karriere
Schöni stammt aus dem Nachwuchs von Ad Astra Sarnen und debütierte als 17-Jähriger in der ersten Mannschaft von Ad Astra Sarnen in der 1. Liga. Schöni stieg mit dem Club von der 1. Liga in die Nationalliga B auf. Schöni lieferte besonders auch dann, wenn es zählte. In den Aufstiegsspielen gegen den UHC Lok Reinach erzielte er insgesamt vier Tore.
2019 stieg er mit Ad Astra Sarnen in die Nationalliga A auf. Im entscheidenden Spiel gegen die Kloten-Dietlikon Jets bereitete er drei Treffer vor, darunter auch das Siegestor in der Verlängerung. 2021 gab Schöni wie vier weitere Spieler der alten Garde seinen Rücktritt vom Spitzensport bekannt.